# Borjavítás
A borjavítás tágabb értelemben a szőlőmust erjedését befolyásoló eljárások együttese. A gyakorlatban ezzel a tág értelmezéssel ritkán találkozunk, ehelyett az ilyen eljárásokat három kategóriára bontjuk:
- borkezelés —
- borjavítás és
- borhamisítás.

Ekként a szó szűkebb (és gyakrabban használt) értelmében a borjavítás azon, a bor minőségének javítását célzó és a bor rutinszerű kezelésén túlmenő műveletek, amelyeket a bortörvény engedélyez. A bor kezelésének és javításának, illetve javításának és hamisításának határa minden esetben mesterséges, az adott borvidék hagyományaitól és az adott ország jogrendjének függvénye.
A borjavítás műveleteit (ugyancsak mesterségesen) két fő csoportra oszthatjuk:
- a bor nevelését célzó és
- kifejezetten a bor minőségének javítását célzó

műveletek.

## A bor nevelése
A bor nevelése, iskolázása az a folyamatsor, amelynek célja a mustban rejlő természetes lehetőségek kibontása, kiérlelése. Ebbe a kategóriába soroljuk a bor:
- házasítását,
- derítését,
- szűrését,
- szeparálását,
- meleg- és

- hidegkezelését.

## A bor javítása
A bor javítására olyankor van szükség, amikor a bor hibás, beteg, vagy alkotórészeinek egyensúlya felborult (valamely komponenséből túl sok vagy túl kevés van). Ide soroljuk azokat a műveleteket is, amelyekkel a borászok a rossz évjáratú borokat próbálják a normálisnak tartott szintre felhozni.
Alapvető javító műveletek:
- avinálás (feljavítás borpárlattal),
- feljavítás sűrített musttal,
- deszulfitálás (a bor kéntelenítése),
- savtompítás,
- a szín-, íz- és illathibák javítása,
- áterjesztés.

Az ezekhez a műveletekhez felhasználható anyagokat, valamint a beavatkozás mértékét a bortörvény szabályozza.